# Gerhard Marquordt
Gerhard August Marquordt (* 7. Juni 1881 in Wierthe; † 18. November 1950 in Braunschweig) war ein deutscher Jurist, Verwaltungsbeamter und Politiker (DVP).

## Leben und Beruf
Nach dem Abitur 1900 am Martino-Katharineum Braunschweig nahm Marquordt ein Studium der Rechtswissenschaft an den Universitäten in Tübingen und Berlin auf, das er 1907 mit dem zweiten juristischen Staatsexamen beendete. Anschließend trat er in den Braunschweiger Verwaltungsdienst ein, war zunächst Gerichtsassessor in der Justizabteilung des dortigen Staatsministeriums und wurde 1920 zum Ministerialrat ernannt. Von 1930 bis 1945 war er erneut als Ministerialrat im Braunschweiger Staatsministerium tätig. Zum 1. Mai 1933 war er in die NSDAP eingetreten (Mitgliedsnummer 2.799.783).
Marquordt war seit 1900, dem Beginn seines Studiums, Mitglied im Corps Borussia Tübingen.

### Politische Ämter
Marquordt amtierte vom 24. Dezember 1924 bis zum 14. Dezember 1927 als Vorsitzender des Braunschweiger Staatsministeriums. Gleichzeitig übernahm er die Leitung der Ministerien für Inneres und Volksbildung. Er war von 1927 bis 1933 Mitglied des Braunschweigischen Landtages.
Am 16. April 1945 berief ihn die britische Militärregierung zum Ministerpräsidenten, doch bereits acht Tage später wurde er von US-amerikanischen Streitkräften verhaftet. Statt seiner wurde Hubert Schlebusch als Ministerpräsident eingesetzt. 1946 wurde Marquordt aus der Haft entlassen.

### Ehrungen
- Am 2. Dezember 1927 wurde Marquordt zum Ehrensenator der Technischen Hochschule Braunschweig ernannt.[4]